# Raphael Rohrer
Raphael Rohrer (Grabs, 3 maggio 1985) è un ex calciatore liechtensteinese, di ruolo centrocampista.

## Carriera

### Nazionale
Ha collezionato 44 presenze con la propria Nazionale.

## Palmarès

### Giocatore

#### Competizioni nazionali
- Coppa del Liechtenstein: 2

Vaduz: 2003-2004, 2007-2008
- Challenge League: 1

Vaduz: 2007-2008